# Nazionale femminile di pallacanestro della Norvegia
La nazionale femminile di pallacanestro norvegese rappresenta la Norvegia nelle competizioni internazionali femminili di pallacanestro organizzate dalla FIBA. È gestita dalla Federazione cestistica della Norvegia.

## Storia
Affiliata alla FIBA dal 1968, non ha mai partecipato a manifestazioni di alto livello. 
Nel periodo 2012-2017, problemi finanziari hanno portato la Federazione norvegese di pallacanestro a chiudere sia la squadra nazionale maschile che quella femminile. La federazione semplicemente non aveva i fondi per mantenere a galla né il settore maschile, né quello femminile.
Nel 2018, la Norvegia è tornata alle competizioni FIBA, partecipando agli Europei dei piccoli stati del 2018, dove ha raggiunto il quarto posto, e all'edizione del 2022, dove ha conquistato l'argento.

## Partecipazioni
Europeo FIBA dei piccoli stati
- 2018 - 4ª
- 2022 -  2ª